# Holotrichia moana
Holotrichia moana är en skalbaggsart som beskrevs av Moser 1912. Holotrichia moana ingår i släktet Holotrichia och familjen Melolonthidae. Inga underarter finns listade i Catalogue of Life.